# Alberto Ángel Carugati
Alberto Ángel Carugati (Buenos Aires, 13 de noviembre de 1941) es un médico veterinario, docente universitario y consultor argentino especializado en clínica médica y cirugía de pequeños animales. Es miembro de número activo de la Academia Nacional de Agronomía y Veterinaria. Distinguido en 2014 como «Personalidad Destacada de la Ciencia y la Salud» por la Legislatura de la Ciudad Autónoma de Buenos Aires debido a su larga y reconocida trayectoria como médico veterinario.

## Trayectoria profesional
Interesado desde pequeño por las ciencias biológicas y «por descubrir una enfermedad» escogió su vocación entre las clases de las Facultades de Medicina y Veterinaria. Egresado como médico veterinario de la Escuela de Veterinaria de la Facultad de Agronomía y Veterinaria de la Universidad de Buenos Aires en marzo de 1966. En septiembre de 1969 recibió el premio Medalla de Oro por su mayor promedio (9,75/10) entre los graduados del período 1962-1968 de su Facultad.
Desde su graduación hasta 1980 ha formado a cientos de veterinarios como docente titular de la cátedra de Clínica Médica y Quirúrgica de Animales Pequeños en la Facultad de Ciencias Veterinarias de la Universidad de Buenos Aires. Además se ha desempeñado como profesor adjunto ad honorem del Hospital de Clínicas de Animales Pequeños (Hospital Escuela) de la misma Facultad.
Asimismo en carácter ad honorem fue tutor de Pasantías en la Cátedra de Clínica Médica del Hospital de Clínicas (Hospital Escuela) desde 2007. Estas pasantías de perfeccionamiento clínico orientadas a médicos veterinarios recién recibidos o con título en trámite permitieron a Carugati capacitar en la cotidianeidad de la consulta clínica logrando que los pasantes puedan realizar una exhaustiva, prolija y ordenada anamnesis y examen clínico del paciente como paso conducente al diagnóstico, pronóstico y tratamiento; buscar y tratar de alcanzar una actualización continua de su perfeccionamiento profesional; enaltecer con su sabiduría y conducta ética ejemplar la profesión veterinaria y propender al respeto por sus colegas, como así al respeto a la calidad de vida de los pacientes como al respeto por los sentimientos de sus propietarios.
Considerado maestro de maestros entre su colegas, fue nominado al premio “Maestro de la Universidad de Buenos Aires” en 2008.
En el Jardín Zoológico de Buenos Aires ejerció como médico veterinario entre 1967 y 1973.
Ha sido jefe de Atención Veterinaria del Instituto de Zoonosis Luis Pasteur de Buenos Aires, institución pública perteneciente al Ministerio de Salud de la Ciudad Autónoma de Buenos Aires.
En la Asociación de Veterinarios Especializados en Animales de Compañía de Argentina, AVEACA, fue socio fundador y vicepresidente, y a la cual continua perteneciendo. También integra la comisión directiva de la Sociedad de Medicina Veterinaria (SOMEVE) de Argentina y forma parte de la Asociación Argentina de Neurología Veterinaria, y de la Asociación Argentina de Medicina Veterinaria Felina, entre muchas otras instituciones veterinarias especializadas.
En la sesión pública extraordinaria de la Academia Nacional de Agronomía y Veterinaria del 22 de octubre de 2013 se incorporó como académico de número. Su disertación de incorporación se tituló Anamnesis clínica o biografía del enfermo en la clínica médica general de los pequeños animales. Su historia, su presente y su futuro.
Por su larga y reconocida trayectoria como médico veterinario, el 24 de junio de 2014 le fue entregado el Diploma de «Personalidad Destacada de la Ciencia y la Salud», según lo promulgado en la Ley 4954 de la Legislatura de la Ciudad Autónoma de Buenos Aires.

En marzo de 2019 se retiró de la práctica profesional privada luego de 53 años de ejercicio profesional dedicado al cuidado y atención de animales.
Varias veces me preguntaron si tuviera que rehacer mi vida si sería médico o veterinario, y sigo respondiendo sin titubear: veterinario.

El ejercicio de la veterinaria significa una profunda pasión, que ha enriquecido mi vida junto con el apasionado amor a mi esposa, mis hijas y mis padres. Esta pasión que alimenta mi espíritu y a mi conducta es difícil de expresar en breves palabras, significó el por qué vivir. Dr. Alberto A. Carugati.

## Reconocimientos y distinciones
- 1968 - Medalla de Oro. Premio al más alto promedio de los graduados entre 1962-1968 de la Facultad de Agronomía y Veterinaria de la Universidad de Buenos Aires
- 2011 - Distinción por su reconocida trayectoria y destacada labor. Conmemoración de los 190 años de la Universidad de Buenos Aires.[9][10]
- 2014 - Premio a la trayectoria. Consejo Profesional de Médicos Veterinarios.[11]
- 2014 - Personalidad destacada de la Ciudad Autónoma de Buenos Aires en el ámbito de la Ciencia. Legislatura de la Ciudad Autónoma de Buenos Aires.[2][3]
- 2021 - Premio 200 años, 200 personalidades destacadas. Premio otorgado por el Bicentenario de la Universidad de Buenos Aires.[12][13]